# Пищиков, Всеволод Илларионович
Всеволод Илларионович Пищиков (род. 17 сентября 1933) ― советский российский инженер и педагог. Доктор технических наук, профессор. Директор Смоленского филиала Московского энергетического института (СФ МЭИ) в 1962—1971 гг.

## Биография
Родился 17 сентября 1933 года в селе Сотницино, Сасовский район, Рязанская область в семье служащих. Вступил в комсомол в 1948 году. Среднюю школу окончил в 1951 году, после чего поступил в Московский энергетический институт. В 1957 году, после окончания МЭИ, был направлен на работу во Всесоюзный научно-исследовательский институт электроэнергетики, где трудился на должностях инженера, старшего инженера и руководителя группы.
Член КПСС с декабря 1941 года. В 1962 году был переведён в Смоленск на должность директора Смоленского филиала МЭИ, где получал весьма скромный оклад в размере 120 рублей в месяц. Именно под его руководством была заложена техническая база для дальнейшей работы филиала ― по этой же причине его зовут «первым директором» (хотя на самом деле Пищиков был вторым в своей должности и его предшественником был Исай Борисович Гайдуков, занимавший пост директора в 1961—1962 гг.). В 1970 году Пищиков защитил кандидатскую диссертацию на тему «нестационарные режимы в канале МГД-генератора» и был избран на должность доцента. В 1971 году получил звание доцента и стал заведующим кафедрой Теоретических основ электроэнергетики. В августе 1971 года был переведён на работу в Москву в главный вуз, где впоследствии защитил докторскую диссертацию, получил учёное звание профессора и работал на кафедре Теоретических основ электроэнергетики вплоть до выхода на пенсию.
С 1963 по 1971 год был членом Смоленского горкома КПСС и депутатом Горсовета.
Награждён юбилейной медалью к 100-летию со дня рождения В. И. Ленина. Был женат, воспитал троих детей (две дочери и сын).